# یاکشی
یاکشی (به لاتین: Yakeshi) یک منطقهٔ مسکونی در چین است که در هولونبویر واقع شده‌است. یاکشی ۲۷٬۵۹۰٫۰ کیلومتر مربع مساحت و ۳۳۱٬۰۰۰ نفر جمعیت دارد و ۶۵۷ متر بالاتر از سطح دریا واقع شده‌است.